# 黑心蕨
黑心蕨为中国蕨科黑心蕨属下的一个种。其种加词“concolor”意为“同色的”。
现接受名为黑心蕨（Doryopteris concolor (Langsd. & Fisch.) Kuhn, 1879)。